# Ramon Mitra Jr.
Ramon Villarosa Mitra Jr. (Puerto Princesa, 4 febbraio 1928 – Makati, 20 marzo 2000) è stato un politico, diplomatico e attivista filippino.
Dopo aver ricoperto cariche diplomatiche durante le amministrazioni di Ramon Magsaysay e Carlos P. Garcia, iniziò la sua carriera politica nel 1965 venendo eletto alla Camera dei rappresentanti delle Filippine per il distretto legislativo della provincia di Palawan. Divenuto Leader della Minoranza della Camera ed eletto poi Senatore nel 1971, fu in quegli anni tra i principali oppositori del governo di Ferdinand Marcos. Promotore di ideologie riconducibili al libertarismo di sinistra, durante il periodo della legge marziale fu incarcerato più volte assieme ad alleati politici quali Benigno Aquino Jr. e Jose Diokno con l'accusa di istigazione alla violenza.
Unitosi alla rivoluzione EDSA che diede vita al governo di Corazon Aquino, di cui fu segretario esecutivo, nel corso della sua rinascita politica fu Ministro dell'agricoltura tra il 1986 e il 1987, e quindi nuovamente membro e Presidente della Camera sino al termine del suo mandato nel 1992. Candidatosi senza successo alle presidenziali del 1992, dove si classificò quarto, nel 1998 diede un fondamentale sostegno alla vittoria di Joseph Estrada alle elezioni di quell'anno.
È considerato il capostipite del clan politico dei Mitra, di cui fanno parte anche i figli Ramon III, Abraham e Raul, anch'essi attivi nello scenario locale di Palawan.